# 2005年9月

## 9月30日
- 日本大阪高等法院裁定，日本首相小泉纯一郎参拜靖国神社的做法违反日本宪法。 BBC中文网

## 9月29日
- 东突厥斯坦解放组织（ETLO）透过总部设在德国慕尼黑的“东突信息中心”宣称，将开始用一切手段向中国政府发动武装战争。这是该组织首次公开宣布采用武装斗争形式争取独立。 BBC中文网
- Google公司宣布和NASA建立合作关系，共同开发宇航项目新技术。BBC中文网[]
- 西班牙和摩洛哥接壤的两个飞地休达和梅利利亚发生非法移民流血事件后，两国增派军队确保当地的的安全。 BBC中文网[]
- 约翰·罗伯茨已经宣誓就任美国最高法院首席大法官接替已故威廉·伦奎斯特。 VOA
- 联合国教科文组织第172届执行局会议决定，正式批准设立国际“孔子教育奖”，奖励在教育和文化等方面做出突出贡献的各国政要和专家。 新华网（页面存档备份，存于）

## 9月28日
- 台风达维在东亚和东南亚几个国家造成70多人丧生后在老挝消散。 美国之音（页面存档备份，存于）
- 世界经济论坛公布2005年全球竞争力排名，在被调查的117个国家和地区中，芬兰连续第三年保持世界上最具竞争力的经济体领先地位。西部在线（页面存档备份，存于）
- 台湾行政院长谢长廷宣布金门、马祖地区的金融机构，可试办新台币与人民币兑换业务 BBC中文网

## 9月27日
- 埃及总统穆巴拉克正式宣誓就任新一届总统，任期六年。国际在线[永久]
- 迄今为止中国军队邀请观摩国家最多、展示规模最大的“北剑-2005”军事演习在北京军区进行。新华军事（页面存档备份，存于）BBC中文网[]
- 爱尔兰共和军已完全解除武装。西部在线（页面存档备份，存于）
- 基地组织在伊拉克的二号人物阿布·阿萨姆在一次美伊联合军事行动中被击毙。 BBC中文网

## 9月26日
- 美国“反战母亲”辛迪·希恩在白宫游行时被警方拘留。新浪新闻（页面存档备份，存于）新华网凤凰网美国之音（页面存档备份，存于）
- 中原标准时间凌晨4时，台风达维登陆海南。13时25分，台风达维导致海南电网瓦解。首次使用“黑启动”恢复供电。新华网（页面存档备份，存于） 新华网
- 2005年澳門立法會選舉结果揭晓。三门峡日报（页面存档备份，存于）
- 印尼禽流感死亡人数增至六人 BBC中文网

## 9月25日
- 国际货币基金组织在华盛顿年会上决定，取消部分最贫困国家的债务。 BBC中文网（页面存档备份，存于）
- 2005年澳門立法會選舉投票开始。 2005年澳門立法會選舉官方网站
- 2005年日本国际博览会闭幕。总入场者达2200万人。共同社
- 香港特別行政區行政長官曾蔭權與香港立法會全體議員歷史性首次出訪珠江三角洲。香港政府新聞網

## 9月24日
- 国际原子能机构通过欧盟提出的动议，伊朗核问题将被提交联合国安全理事会 BBC中文网（页面存档备份，存于）
- 丽塔飓风在美国南部沿海地区登陆。狂风暴雨开始降临德克萨斯州和路易斯安娜州海岸。德克萨斯州数十万户停电。BBC中文网
- 复旦大学举行百年校庆。新华网（页面存档备份，存于）
- 強烈熱帶風暴達維集結在香港之南約300公里，預料向西移動，時速約15公里，橫過南中國海北部。 Sina（页面存档备份，存于）

## 9月23日
- 北韩在请求国际粮食援助十年过后正式要求联合国终止对该国的粮食援助。 BBC中文网（页面存档备份，存于）
- 飓风丽塔逼近美国，德克萨斯州呼吁美国联邦政府派士兵待命执行搜寻和救援任务。 BBC中文网
- 微软庆祝创办三十周年 BBC中文网
- 中国人民银行允许非美元货币对人民币交易价浮动幅度扩至3%。新华网（页面存档备份，存于）

## 9月22日
- 飓风丽塔已经升级成为五级，正在从墨西哥湾向美国德克萨斯州移动，美国墨西哥湾地区的一百多万民众紧急疏散。 BBC中文网（页面存档备份，存于）
- 印度尼西亚禽流感症状的病人人数继续上升，有13人在雅加达医院接受观察。 BBC中文网
- 欧盟和俄罗斯在维也纳举行的有关伊朗核问题的会谈陷入僵局，俄罗斯反对欧盟第二次提出的草案。 美国之音

## 9月21日
- 台灣名嘴李敖在北京大學發表演說。BBC中文網
- 印度尼西亚海军表示，一艘印尼军舰向涉嫌非法捕鱼的中国渔船开火，造成一名中国船员被打死，两人受伤。 BBC中文网 凤凰网
- 日本政府确认中国在东海两国争议区域开始生产天然气或石油。 BBC中文网

## 9月20日
- 印尼政府宣布禽流感暴发进入非常状态。南京晨报
- 北韩对六方会谈提出新条件，除非能得到一座用于民用发电的轻水核反应堆，否则将不放弃核计划。 BBC中文网（页面存档备份，存于）
- 飓风丽塔已增强为四级飓风，正向墨西哥湾沿岸移动，可能会威胁还在恢复中的美国南部海岸地区。数万人已经逃离家园。美国之音 BBC中文网

## 9月19日
- 朝鲜核危机第四輪六方會談代表在中國北京通过了中方起草的共同声明。朝鮮承諾放棄一切核武器及現有核計畫，早日重返不擴散核武器條約，並回到國際原子能署保障監督。美國確認在朝鮮半島沒有核武器，無意以核武器或常規武器攻擊或入侵朝鮮。聲明旨在以和平方式可核查地實現朝鮮半島無核化。參見中新網-聲明全文（中文版）[] 凤凰网（页面存档备份，存于）共同社BBC中文网CCTV（页面存档备份，存于）
- 小罗纳尔多当选本年度由国际职业球员联合会（FIFPro）评选的世界足球先生。新华网

## 9月18日
- 德国大选投票结束，德国基督教民主联盟候选人梅克尔险胜执政党社会民主党。但联盟仍不足以组成多数政府。BBC中文
- 阿富汗议会选举30年来第一次开始投票。 BBC中文网
- 伊朗总统艾哈麦迪纳贾德宣布决心继续发展和平用核子项目 Wikinews（页面存档备份，存于）

## 9月17日
- 2005年联合国首脑会议在纽约联合国总部落下帷幕，大会审议通过了《成果文件》，在发展、安全、人权和联合国改革等问题上做出了一系列重要决定和承诺。人民网（页面存档备份，存于）
- 伊拉克前总统萨达姆半裸照官司败诉，其律师已经撤销诉状。新浪网（页面存档备份，存于）

## 9月16日
- 国际移民组织在最新报告中称欧洲东南部人口走私活动猖獗。BBC中文
- 曾有“上海首富”称号的前上海房地产董事会主席周正毅正式被香港廉政公署通缉，据称其涉嫌诈骗香港上市公司。新浪网（页面存档备份，存于）
- 華懋集團董事局主席龔如心和王德輝父親王廷歆就王德輝身家的爭產案，香港終審法院5位法官一致裁定推翻下級法院的裁決，龔如心上訴得直。經過8年訴訟，龔如心成為王德輝港幣400億遺產的唯一承繼人。 香港雅虎引用明報
- 美國財政部點名指澳門滙業銀行等境外銀行，協助北韓洗黑錢、偽鈔流通等非法活動，滙業銀行出現擠提。 香港雅虎引用明報

## 9月15日
- 苹果iPod Mini突然停产为新产品iPod nano让路。中国经济网
- 聯合國安全理事會擴充案未獲通過，欲申請成為常任理事國的日本、德國、巴西、印度無法加入。 聯合新聞網
- 飓风奥菲莉娅袭击美国北卡罗莱纳州海岸。新浪网（页面存档备份，存于）
- 以色列最高法院判决修建西岸隔离墙合法。新浪网（页面存档备份，存于）。
- 印度尼西亚自由亚齐运动武装人员开始向亚齐和平国际监督团上缴武器。新浪网（页面存档备份，存于）

## 9月14日
- 联合国首脑会议今天拉开帷幕。170个国家的国家元首或政府首脑出席大会，共同庆祝联合国成立60周年。新华网 Archive.today的存檔，存档日期2013-04-28
- 中国公安部开始加大力度遏制本国公民出境参赌。新华网（页面存档备份，存于）
- 巴格达爆炸上百人丧生 扎卡维发出袭击威胁。新华网（页面存档备份，存于）

## 9月13日
- 最大的网络拍卖公司eBay以26亿美元价格收购了快速成长的网络通讯公司Skype。 BBC中文网（页面存档备份，存于）
- 最后一批以色列士兵已经离开加沙，从而正式结束了将近四十年的军事占领。 BBC中文网（页面存档备份，存于）
- 第四轮朝鲜核问题六方会谈在中国北京钓鱼台国宾馆芳菲苑开始第二阶段会谈。中华网（页面存档备份，存于）
- 各国常驻联合国代表终于就联合国改革方案达成一份包括继续努力达成千年目标等的协议草案。 BBC中文网（页面存档备份，存于）
- 將參加聯合國60週年首腦會議的美國總統布什與中華人民共和國主席胡錦濤當地時間下午抵達紐約甘迺迪機場並於胡錦濤下榻的華爾道夫酒店會晤，他們討論了中美貿易、台灣問題、六方會談、人權等在內的中美關係及世界局勢。（綜合有線電視新聞網及紐約時報報導）

## 9月12日
- 以色列军队在占领加沙地带38年后從當地撤軍。 BBC中文网（页面存档备份，存于）
- 香港迪士尼樂園開幕，中華人民共和國副主席曾慶紅主持開幕禮。明報新聞網
- 中国国家保密局宣布，自今年2005年8月起，对全国及省、自治区、直辖市因自然灾害导致死亡人员的总数及相关资料解密，原《民政工作中国家秘密及其密级具体范围的规定》中的相关内容予以废止。新华网（页面存档备份，存于）

## 9月11日
- 台风卡努已于14点50分在中国浙江省台州市路桥区金清镇登陆，官方已经转移100万名居民。 BBC中文网（页面存档备份，存于） 新浪网（页面存档备份，存于）
- 日本第四十四屆眾議院議員選舉進行開票，執政的自由民主黨獲得過半席次，首相小泉純一郎續任。BBC中文网（页面存档备份，存于） 讀賣新聞[]
- 美国在卡特里娜飓风阴影下纪念九一一袭击事件四周年 BBC中文网（页面存档备份，存于）

## 9月10日
- 约旦首相巴德兰对伊拉克首都巴格达进行历史性访问 BBC中文网（页面存档备份，存于）
- 中国国家主席胡锦涛与加拿大总理保罗·马丁会晤后，双方一致同意把中加关系提升为战略伙伴关系。 BBC中文网（页面存档备份，存于）
- 香港专家在蝙蝠身上发现类SARS病毒 BBC中文网（页面存档备份，存于）
- 李安执导影片《断背山》获第62届威尼斯国际电影节金狮奖 BBC中文网（页面存档备份，存于）

## 9月9日
- 埃及选举委员会宣布，现任总统穆巴拉克赢得了该国历史上第一次有竞争的总统选举。BBC中文网（页面存档备份，存于）
- 继马祖弹药库发生爆炸后，台湾高雄一兵工厂也发生爆炸，三人死亡 BBC中文网（页面存档备份，存于）
- 62岁的“互联网之父”，TCP/IP协议设计者之一温特·科夫加盟Google公司 Google Blog（页面存档备份，存于） BBC中文网（页面存档备份，存于）

## 9月8日
- 乌克兰总统尤先科解散政府，同时委任乌克兰东部地区的地方首长叶哈努罗夫为代总理。BBC中文网（页面存档备份，存于）
- 美国新奥尔良市已开始清理因卡特琳娜飓风袭击而死亡的市民尸体，已将2万5千个空尸体袋送达路易斯安那州。 BBC中文网（页面存档备份，存于）
- 欧盟通过中国纺织品配额新协议 BBC中文网（页面存档备份，存于）
- 巴基斯坦卡拉奇两家麦当劳和肯德基店发生炸弹爆炸，至少有三人被炸伤。 BBC中文网（页面存档备份，存于）
- 台湾高铁宣布延后至2006年10月31日通车。联合新闻网

## 9月7日
- 联合国秘书长科菲·安南表示为联合国对伊拉克实行的石油换食品计划的失败承担责任。 BBC中文网（页面存档备份，存于）
- 埃及开始总统大选投票。这是埃及第一次有多名候选人参加的大选。 BBC中文网（页面存档备份，存于）
- 巴勒斯坦总统高级安全顾问，安全部队指挥官穆萨·阿拉法特在加沙市被人开枪打死。 BBC中文网（页面存档备份，存于）

## 9月6日
- 台湾花蓮外海发生規模6.1级地震 BBC中文網（页面存档备份，存于）
- 第14号4级强台风"彩蝶"(Nabi)袭击日本，多人死亡，10万人疏散。 BBC中文网（页面存档备份，存于）
- 据韩国媒体报道，北韩向中国提出，六方会谈可于9月13日在中国北京重开。 BBC中文网（页面存档备份，存于）
- 颱風彩蝶袭击日本西南部，至少10人死亡，九州與四國地方有11万人疏散，北海道亦恐於週四受襲。

## 9月5日
- 第22届世界法律大会在北京召开。深圳新闻网[]
- 泰利台风造成死亡95人，失踪30人，直接经济损失121. 9亿元。新华网（页面存档备份，存于）
- 美国总统布什提名上诉法院法官、保守派人士约翰·罗伯茨为日前病逝的联邦最高法院首席大法官伦奎斯特的继任者。中国日报
- 印尼曼达拉航空公司一架波音737客机在飞往雅加达的途中，在苏门答腊岛东北部棉兰一人口密集住宅区坠毁。 BBC中文网（页面存档备份，存于）新華網（页面存档备份，存于）
- 俄罗斯总统普京任命弗拉吉米尔·马索林将军为新的海军总司令。BBC中文网（页面存档备份，存于）
- 第八次中欧领导人峰会在中国北京召开，BBC中文网（页面存档备份，存于）

## 9月4日
- 美国开始空运疏散数以万计卡特里娜飓风幸存者 BBC中文网（页面存档备份，存于）
- 尼泊尔暴发"日本脑炎"夺去两百多人的生命，数百人在医院接受抢救。 BBC中文网（页面存档备份，存于）
- 法国巴黎再度发生严重火灾事故，造成至少10人死亡 BBC中文网（页面存档备份，存于）

## 9月3日
- 台风泰利重创福建沿海。BBC中文网（页面存档备份，存于）
- 中国大陆批准四家台湾航空公司飞越领空。 BBC中文网（页面存档备份，存于）
- 英国外交部官员表示，在阿富汗被绑架的英国货车司机可能已经死亡。 BBC中文网（页面存档备份，存于）
- 北京舉行儀式，中国人民抗日战争暨世界反法西斯战争胜利60周年。上午九時，党和国家领导人在天安門廣場向人民英雄紀念碑敬獻花籃；其後，在人民大會堂舉行抗戰勝利紀念大會，中共中央總書記、國家主席、中央軍委主席胡錦濤發表重要講話。

## 9月2日
- 加拿大最高法院驳回赖昌星的难民申请 BBC（页面存档备份，存于）
- 美国参议院就总统布什加快救援“卡特里娜”飓风灾区的要求，批准105亿美元的救灾款。 BBC中文网（页面存档备份，存于）
- 阿拉伯半岛电视台播出伦敦自杀炸弹攻击攻击者的录像BBC中文网（页面存档备份，存于）
- 索馬利亞叛軍挾持三艘台灣漁船要求贖金並揚言殺害被挾持漁東森新聞（页面存档备份，存于）

## 9月1日

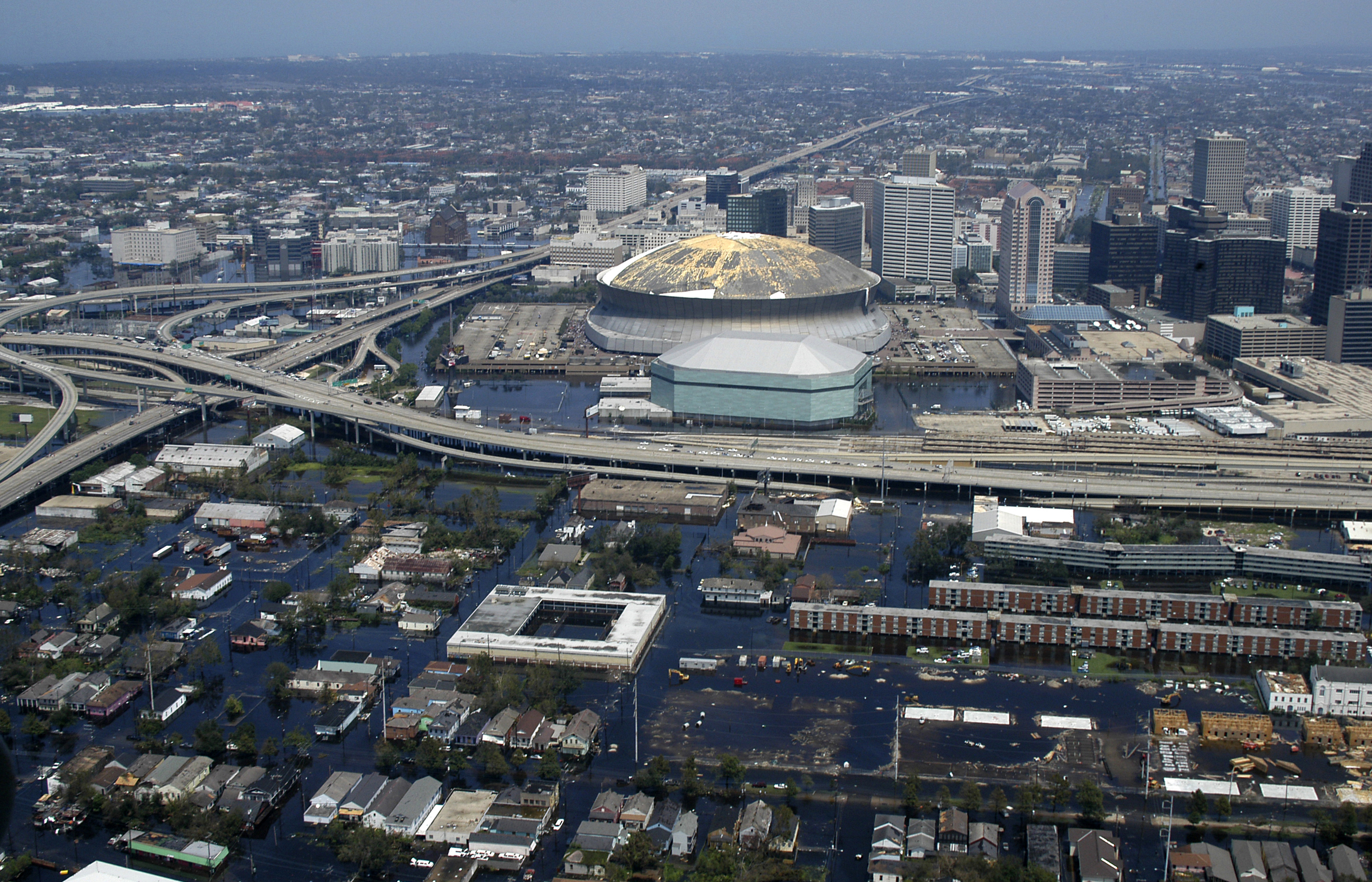
遭受卡翠娜颶風吹襲後被湖水掩沒的新奧爾良。

- 中国国家统计局副局长朱向东在台湾阳明山泡温泉时猝死 BBC中文网（页面存档备份，存于）烟台日报社水母网
- 繼淡水魚後，香港在北角一超級市場、來自台灣的青斑海魚樣本中，驗出致癌物孔雀石綠。同時，淡水魚陸續恢復限量供應，價格上升達兩成。明報 東方日報
- 庆祝西藏自治区成立四十周年盛大庆典在拉萨举行。中国新闻网（页面存档备份，存于）
- 中华人民共和国国务院发表《「中国的军控、裁军与防扩散努力」白皮书》新华网专题（页面存档备份，存于）BBC中文网（页面存档备份，存于）
- 德国之声主办的「第二届国际博客大赛」正式开始。The Bobs
- 颱風泰利登陸台灣及福建，造成超過100人死亡。
- 在遭受卡特里娜颶風重創後，新奥尔良市長宣布「棄城」，居民將全數撤出。